# Mellow Yellow (coffee shop)

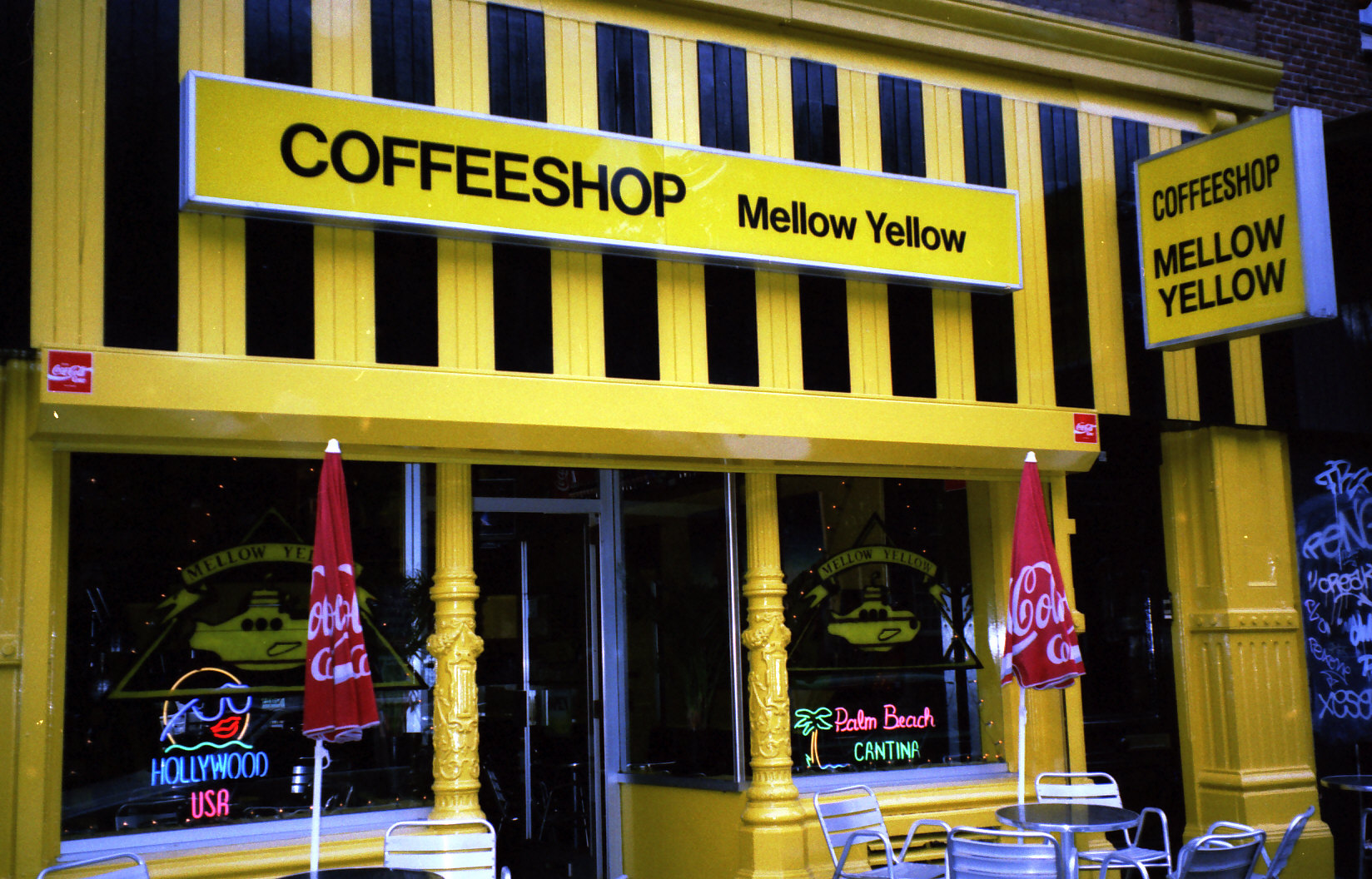
Fachada de Mellow Yellow

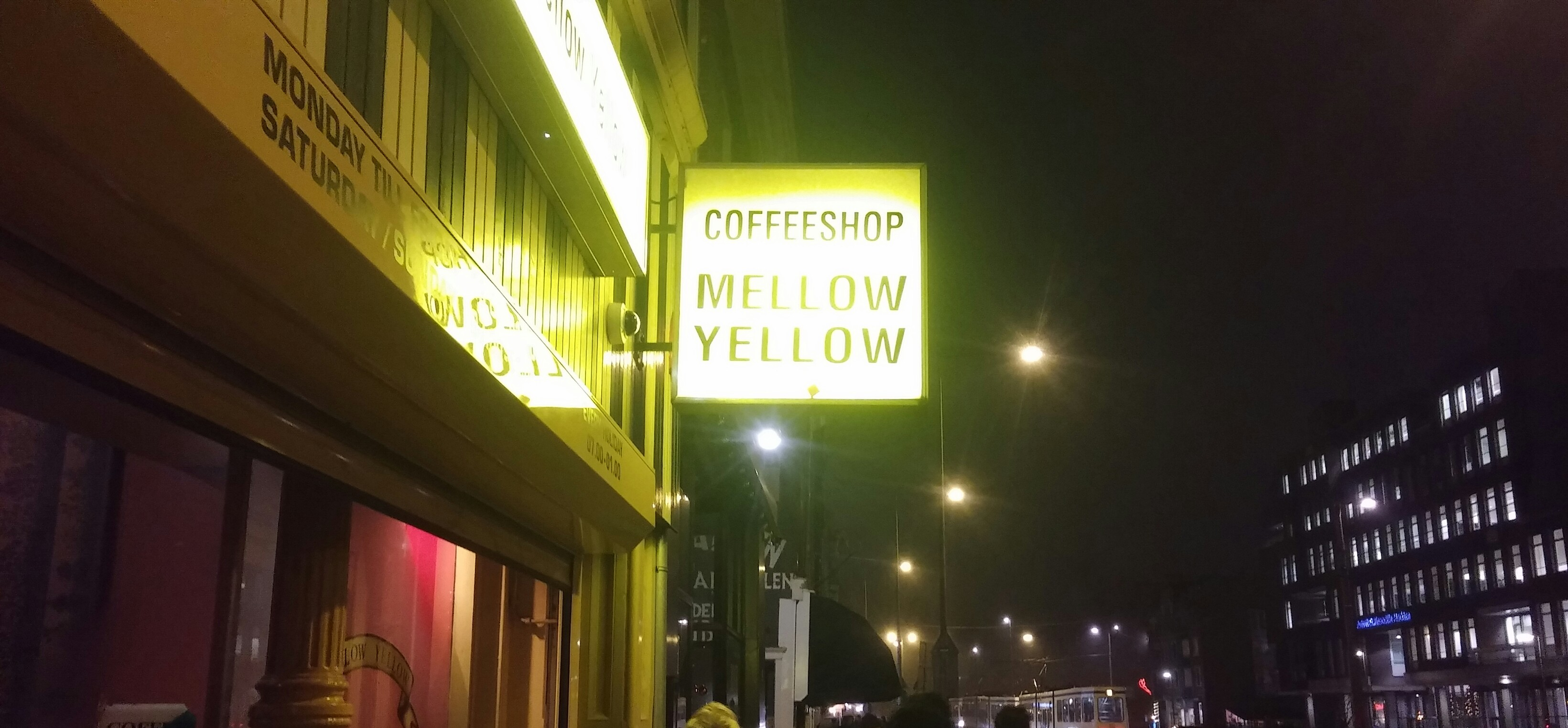
Rótulo del establecimiento

Mellow Yellow fue un célebre coffee shop, es decir un establecimiento de marihuana. Fundado en Ámsterdam en 1972, se considera el más antiguo de la ciudad, aunque se vio obligado a clausurar a principios de 2017. Su fundador, Wernard Bruinin ocupó las instalaciones de una antigua panadería en el barrio de Weesperzijde. La tienda tiene un nombre en clave, ya que se debe a la canción de 1967 Mellow Yellow del cantante escocés Donovan, que describe al cantante tratando de intoxicarse con bananadina fumando la piel de una banana.
A pesar de considerarse ilegal en aquella época, la principal motivación de crear Mellow Yellow fue la de vender cannabis profesionalmente. Las ventas fueron originalmente disfrazadas por traficantes de drogas sentados en la barra haciéndose pasar por clientes. Mellow Yellow fue allanada sin éxito por la policía varias veces. El cannabis sin envasar, comprado a mayoristas, incluido el narcotraficante Klaas Bruinsma, estaba escondido detrás de puertas y contraventanas secretas.
En 1975, el concepto fue adoptado por una tienda llamada Rusia ubicada en la misma calle que Mellow Yellow y fue seguida por otra cafetería llamada The Bulldog. En la actualidad, hay 223 coffee shops de este tipo en Ámsterdam.
Bruining también dirige Stichting Mediwiet (Medi Cannabis Foundation), un grupo que apoya la legalización del cultivo de marihuana para usos medicinales.

## Cierre
La tienda se cerró en la huelga del Año Nuevo en 2017, debido a la nueva legislación en Ámsterdam que requiere el cierre de 28 coffeeshops ubicados a 250 metros de las escuelas. El propietario protestó porque la escuela era una academia de peluquería con estudiantes generalmente mayores de 18 años, pero el gobierno de Ámsterdam no repensó su postura, en parte para proteger los coffeeshops restantes en Ámsterdam de los requisitos Wietpas utilizados en otras partes de los Países Bajos que prohíben a los extranjeros ingresar a los coffeeshops de cannabis. El propietario Johnny Petram expresó su esperanza de poder reabrir Mellow Yellow en una nueva ubicación.